# Mörarps landsfiskalsdistrikt
Mörarps landsfiskalsdistrikt var 1941–1964 ett landsfiskalsdistrikt i Malmöhus län, bildat när Sveriges nya indelning i landsfiskalsdistrikt trädde i kraft den 1 oktober 1941, enligt kungörelsen den 28 juni 1941. Detta distrikt bildades genom sammanslagning av del av det upplösta Billesholms landsfiskalsdistrikt och större delen av Ramlösa landsfiskalsdistrikt som hade bildats den 1 januari 1918 när Sveriges första indelning i landsfiskalsdistrikt trädde i kraft. Den 1 januari 1965 avskaffades i Sverige samtliga landsfiskaler och landsfiskalsdistrikt, och deras arbetsuppgifter delades upp på de nyskapade indelningarna polisdistrikt, åklagardistrikt och kronofogdedistrikt.
Landsfiskalsdistriktet låg under länsstyrelsen i Malmöhus län.

## Ingående områden
Kommunerna Bjuvs landskommun, Hässlunda landskommun och Norra Vram hade tidigare tillhört det upplösta Billesholms landsfiskalsdistrikt och kommunerna Bårslöv, Fjärestad, Frillestad, Kropp, Kvistofta, Mörarp och Välluv hade tidigare tillhört det upplösta Ramlösa landsfiskalsdistrikt. Bjuvs landskommun ombildades den 1 januari 1946 till Bjuvs köping. När Sveriges nya indelning i landsfiskalsdistrikt trädde i kraft den 1 januari 1952 (enligt kungörelsen 1 juni 1951) ändrades distriktets indelning dels genom kommunreformen 1952, dels genom införlivande av områden från närliggande distrikt.

### Från 1 oktober 1941
Luggude härad:
- Bjuvs landskommun (från 1 januari 1946 Bjuvs köping)
- Bårslövs landskommun
- Fjärestads landskommun
- Frillestads landskommun
- Hässlunda landskommun
- Kropps landskommun
- Kvistofta landskommun
- Mörarps landskommun
- Norra Vrams landskommun
- Välluvs landskommun

### Från 1 januari 1952
- Bjuvs köping
- Kattarps landskommun
- Mörarps landskommun
- Ödåkra landskommun